# Handianus imperator
Handianus imperator är en insektsart som beskrevs av Dlabola 1961. Handianus imperator ingår i släktet Handianus och familjen dvärgstritar. Inga underarter finns listade i Catalogue of Life.